# Орёлмасло
Орёлмасло (ранее Орёлрастмасло) — завод растительных масел в городе Орёл.

## История
Впервые предприятие упоминается в 1898 году как созданное на базе мелких маслобоен купцов Калашникова, Тосина и Гартмана.

### 1918—1991
В 1918 году завод был национализирован и получил название «Маслозавод № 17».
В 1929 году началась реконструкция и строительство нового завода, после завершения которой в 1932 году завод получил наименование «Маслозавод № 25». Первоначально производило конопляное масло и натуральную олифу. Орловский маслозавод дал название переулку, неизменное по сей день.[когда?] В то время[когда?] маслозавод находился на самой окраине города, недалеко от него располагались бараки с беднотой, которая и составляла рабочий коллектив маслобойни. Труд был тяжёлый, всё приходилось делать вручную. Олифа была очень востребована и ещё до недавнего[когда?] времени добавлялась во все краски и лаки. В те далекие годы[когда?] отходы деятельности завода сливались в реку Оку, очистных сооружений тогда не существовало. В годы Великой Отечественной войны маслозавод № 25 был практически полностью разрушен и отстраиваться начал уже в послевоенные годы силами военнопленных и энтузиастов-комсомольцев. В 1947 году предприятие поменяло своё название на «Орловский маслобойный завод».

### После 1991
В 1992 году государственное предприятие было преобразовано в акционерное общество. 2006 году завод был переименован в ОАО «Орёлрастмасло». На заводе было установлено оборудование для получения масла мощностью 250 тонн в сутки, рафинации и дезодорации мощностью 160 тонн в сутки. Был построен цех по выпуску фасованного масла, позволяющий выпускать 4.5 млн бутылок масла в месяц. В 2011 году был построен новый сушильный комплекс, позволяющий принимать и обрабатывать до 1 тыс. тонн маслосемян в сутки.
С ноября 2015 года предприятие называется АО «Орёлмасло». «Орёлмасло» входит в список крупнейших экспортеров Орловской области.
В октябре 2020 года стало известно о запуске нового цеха с объемом инвестиций за 1,5 млрд руб. Это позволило улучшить технологию получения масла путем снижения температуры при переработке семян для ликвидации запаха, выделяемого в процессе производства.

## Производимая продукция
АО «Орёлмасло» инвестирует в развитие новой в Орловской области сельскохозяйственной культуры — рапс низкоэруковых сортов. Основное производство продукции — масла рафинированного дезодорированного и отходов, получаемых при отжиме масла (жмых для корма скоту и соапсток для химической промышленности и косметологии) — идёт из семян рапса, а также из семян подсолнечника. С 2006 по 2010 год АО «Орёлмасло» производило масла «Олейна» и «Ideal» разных сортов (рапсовое, подсолнечное) для компании «Бунге».